# Can Posas (Castellterçol)
Can Posas és una obra noucentista de Castellterçol (Moianès) inclosa a l'Inventari del Patrimoni Arquitectònic de Catalunya.

## Descripció
Can Posas se situa en el centre històric de la població. És un edifici entre parets mitgeres, compost de planta baixa i dos pisos. Façana de composició clàssica amb divisions verticals i horitzontals. Els elements formals i decoratius li donen un caràcter noucentista.